# Piz Tremoggia
Le piz Tremoggia ou pizzo delle Tre Mogge en italien est un sommet des Alpes, à cheval entre la Lombardie en Italie et le canton des Grisons en Suisse.
Situé à 3 440 ou 3 441 m d'altitude dans la chaîne de la Bernina en Engadine, son accès est possible par le refuge Longoni (2 450 m) ou par le bivouac Colombo Aurora Bijelich (3 170 m).